# Richard Sandrak
Richard Sandrak (vzdevek Little Hercules, dobesedno Majhni Herkul), ukrajinsko-ameriški bodibilder, * 15. april 1992, Ukrajina.
V otroštvu je skupaj s svojim očetom treniral do sedem ur na dan, v katerem je naredil 600 sklec kot tudi 300 počepov. Pri šestih letih je lahko vzdignil 82 kg. Sandrak je v rosnih letih doživel svetovno slavo zaradi svoje izjemne fizične moči. Poznan je po dokumentarnem filmu The World's Strongest Boy, ki so ga predvajale številne svetovne televizijske postaje. Lahko dvigne trikratno težo svojega telesa. Zaradi stroge diete je imel zelo nizko raven maščobnega tkiva, zdravniki so te ravni obravnavali kot kritično nizke. 